# Rudolf Meier (Politiker, 1901)

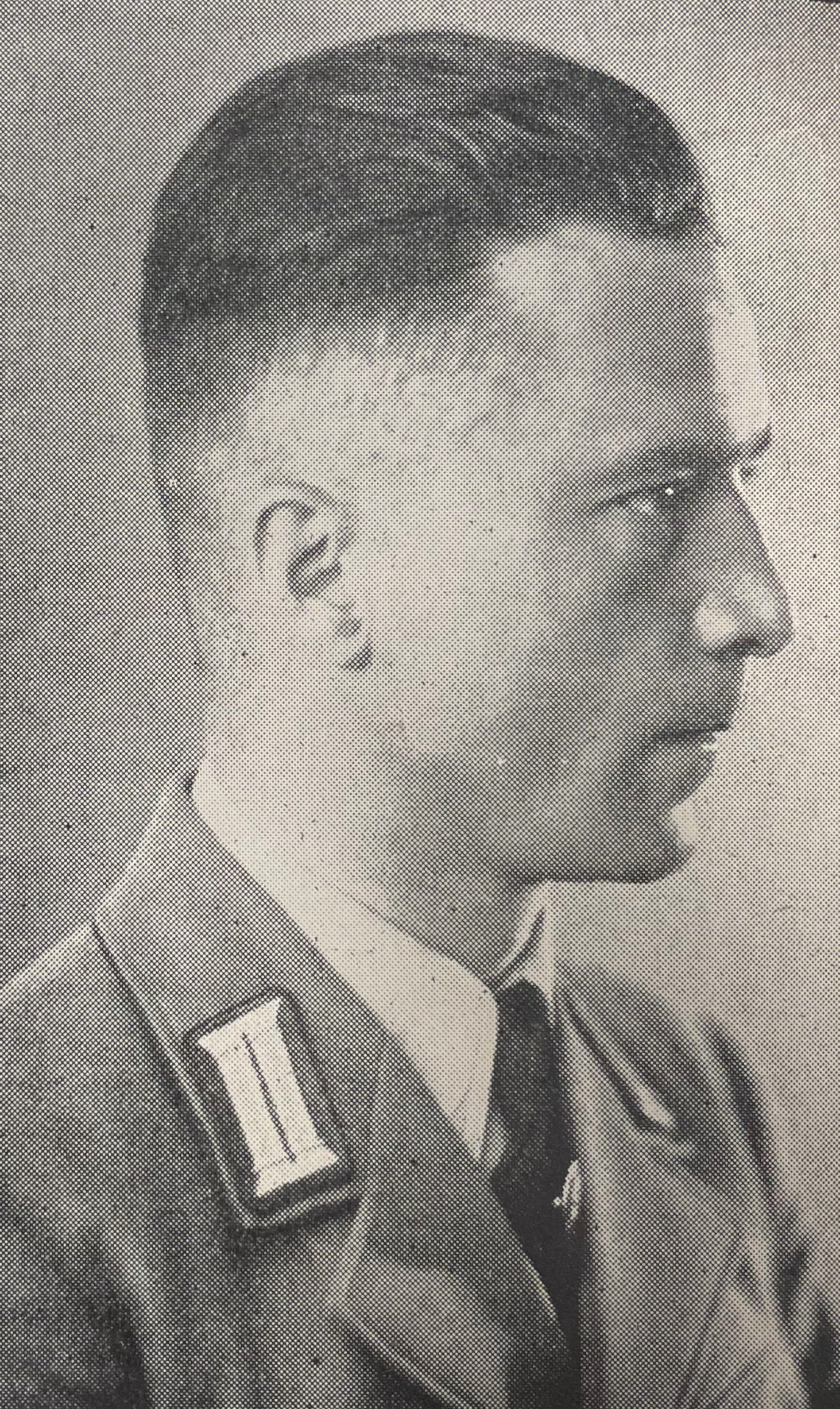
Rudolf Meier, um 1935

Rudolf Meier (* 23. März 1901 in Stuttgart; † 25. August 1961 in Schwäbisch Gmünd) war ein deutscher Politiker (NSDAP). Er war von 1935 bis 1945 Oberbürgermeister der Stadt Heidenheim an der Brenz. 

## Leben
Der Sohn eines Kaufmanns besuchte die Grundschule in Stuttgart und die Liebig-Oberrealschule in Frankfurt am Main, die er mit dem Abitur abschloss. Ab 1919 studierte Meier an der Frankfurter Universität Wirtschafts-, Sozial- und Rechtswissenschaften. 1922 legte er die kaufmännische Diplomprüfung ab; 1923 promovierte er zum Doktor der Staatswissenschaften. Während seines Studiums trat er der liberalen Burschenschaft Rheno-Cheruskia Frankfurt im Allgemeinen Deutschen Burschenbund bei. Von November 1923 bis August 1935 arbeitete Meier für das Heidenheimer Maschinenbau-Unternehmen Voith. Zunächst war er Buchhalter, dann Privatsekretär von Hermann Voith und zuletzt Leiter des kaufmännischen Sekretariats. Im November 1927 heiratete Meier; aus der Ehe gingen vier Kinder hervor.
Meier trat zum 1. Januar 1931 der NSDAP (Mitgliedsnummer 426.542) und im November 1931 dem Kampfbund für deutsche Kultur (KfdK) bei. Für die NSDAP war er als Gauredner, Kreisschulungsleiter und Kreiswirtschaftsberater aktiv; im KfdK betätigte er sich als Ortsgruppenleiter. Die SA führte Meier 1938 als Ehrenmitglied im Rang eines SA-Sturmführers.
Meier wurde am 10. August 1935 auf Vorschlag des Heidenheimer NSDAP-Kreisleiters Wilhelm Maier zum Oberbürgermeister der Stadt Heidenheim ernannt. Meier besaß die in der Deutschen Gemeindeordnung geforderte Befähigung zum Richteramt oder zum höheren Verwaltungsdienst nicht, so dass seine Ernennung von der Aufsichtsbehörde unter Hinweis auf seine „Verdienste um die NS-Bewegung“ ausnahmsweise genehmigt wurde. In Meiers Zeit als Oberbürgermeister sollen in Heidenheim 1000 Kleinwohnungen neu errichtet worden sein; zudem erhielt die Stadt eine neue Kläranlage. Dem Gemeinderatsprotokoll vom 6. Oktober 1938 zufolge kündigte Meier an, „dass das Heidenheimer Geschäftsleben demnächst judenfrei sein wird.“ Das letzte jüdische Geschäft in Heidenheim schloss am 31. Dezember 1938.
Während des Zweiten Weltkriegs war Meier von Januar 1941 bis Dezember 1942 Unteroffizier in einem Pionier-Bataillon der 215. Infanterie-Division. Zunächst im Elsass stationiert, war die Einheit als Teil der Heeresgruppe Nord am deutschen Angriff auf die Sowjetunion beteiligt. Ab 1943 war Meier unabkömmlich gestellt. Vor dem erzwungenen Suizid des Generalfeldmarschalls Erwin Rommel war Meier daran beteiligt, dass Äußerungen Rommels, die als defätistisch eingestuft wurden, an den Leiter der Parteikanzlei der NSDAP, Martin Bormann, weitergegeben wurden. Gegen Kriegsende verbreitete Meier Durchhalteparolen, so am 1. März 1945 vor dem Heidenheimer Stadtrat.
Am 11. Mai 1945 wurde Meier von amerikanischen Truppen gefangen genommen und zunächst im Kornwestheimer, später im Ludwigsburger Internierungslager festgehalten. Während der Internierung war er an der Herausgabe einer Lagerzeitung und an einer Rechtsberatung für Internierte beteiligt.
Im Vorfeld von Meiers Entnazifizierungsverfahren wurden Stellungnahmen der Heidenheimer Nachkriegsparteien eingeholt: Nach Angaben der CDU war Meier „politisch und religiös sehr unduldsam. Ein richtiger Nutznießer.“ Die KPD hielt ihn für einen „Agitator“; die SPD bezeichnete ihn als „vollständig überzeugt“ und laut DVP wäre Meier „durch eigene Leistung niemals Oberbürgermeister geworden“. Der anthroposophisch orientierte Unternehmer Hanns Voith erklärte, er habe mit Meier viele weltanschauliche Gespräche geführt; aus Meiers Kenntnis seiner Anschauungen seien ihm keinerlei Nachteile entstanden. Die Spruchkammer Ludwigsburg stufte Meier am 31. März 1948 als „Belasteten“ ein und verurteilte ihn zu drei Jahren Arbeitslager, einer Geldstrafe, Beschränkungen bei der Wahl des Arbeitsplatzes sowie einem fünfjährigen Verbot, sich in Heidenheim aufzuhalten oder dort zu wohnen.
Da die Zeit im Internierungslager auf die Strafe angerechnet wurde, wurde Meier am 10. Mai 1948 entlassen. 1949 und 1950 arbeitete er als Buchhalter in einem Metallbetrieb in Asperg.

## Schriften
- Die Stadt Heidenheim im Jahr 1936, im 4. Jahr des nationalsozialistischen Aufbaus: Ein Jahresbericht, Heidenheim 1937.